# 아야카 (애니메이션)
아야카(일본어: あやか Ayaka: A Story of Bonds and Wounds[*])는 GoRA가 제작 및 각본을 맡고 스튜디오 블랑(Studio Blanc)이 애니메이션을 제작하고 킹레코드가 제작한 오리지널 일본 애니메이션 TV 시리즈이다. 나가야마 노부요시가 감독을 맡고, 시부에 카나가 음악을 작곡하고 다나카 료가 사운드를 감독하는 비트 그루브 프로모션이다. 오리지널 캐릭터 디자인은 레드주스(Redjuice)에서 제공하고 카네코 미사키는 이러한 디자인을 애니메이션에 적용한다. 2023년 7월 2일부터 9월 17일까지 도쿄 메트로폴리탄 텔레비전(도쿄 MX), BS11에서 방영되었다. 오프닝 주제가 "AYAKASHI"는 안젤라(Angela)가 연주하고 엔딩 주제가 "Flashback"은 saji가 연주한다. 크런치롤은 이 시리즈에 대한 라이선스를 취득했다. 미디어링크는 아시아 태평양 지역에서 시리즈 라이선스를 취득했다. GoRA가 집필하고 구로다 료가 그림을 그린 스핀오프 만화 '아야카: 머즐 플래시백'(Ayaka: Muzzle Flash Back)이 2023년 7월 28일부터 이치진샤의 월간 코믹 제로섬 잡지에서 연재를 시작했다.

## 요약
야나기 유키토는 "미타마"라고 불리는 신비한 존재와 용이 살고 있다는 소문이 있는 7개의 섬으로 구성된 지역인 아야카지마 출신의 고아이다. 5세 때 아버지가 돌아가시자 그는 도쿄로 보내져 자랐다. 이제 중학교를 졸업한 유키토는 아버지의 괴짜 제자인 사가와 진기를 만나 그를 아야카지마로 데려온다. 그곳에서 유키토는 불량한 미타마와 정령들에게 위협받는 아야카지마의 조화를 지키는 아버지의 다른 두 제자를 만난다.

## 같이 보기
- K (애니메이션)